# Lasiocercis paraperroti
Lasiocercis paraperroti är en skalbaggsart som beskrevs av Stefan von Breuning 1969. Lasiocercis paraperroti ingår i släktet Lasiocercis och familjen långhorningar.
Artens utbredningsområde är Madagaskar. Inga underarter finns listade i Catalogue of Life.